# 瑪莉亞埃琳娜

瑪莉亞埃琳娜（西班牙語：María Elena），是智利的城市，位於該國北部安托法加斯塔大區的托科皮亞省，面積12,197.2平方公里，海拔高度1,155米，2012年人口4,543人，人口密度每平方公里0.37人。
22°10′S 69°25′W / 22.167°S 69.417°W